# كلود كلوف
كلود كلوف (بالإنجليزية: Claude Clough)‏ هو لاعب كرة قدم أسترالية أسترالي، ولد في 8 أكتوبر 1884 في St Kilda, Victoria ‏ في أستراليا، وتوفي بنفس المكان في 23 فبراير 1922.

## وصلات خارجية
- كلود كلوف على موقع AustralianFootball.com (الإنجليزية)
- كلود كلوف على موقع AFLtables.com (الإنجليزية)